# Chiesa di Santa Maria Assunta (Fabbrica Curone)
La chiesa di Santa Maria Assunta, nota anche come chiesa dell'Assunzione di Maria Vergine o pieve di Santa Maria Assunta, è la parrocchiale di Fabbrica Curone, in provincia di Alessandria e diocesi di Tortona; fa parte del vicariato delle Valli Curone e Grue.

## Storia

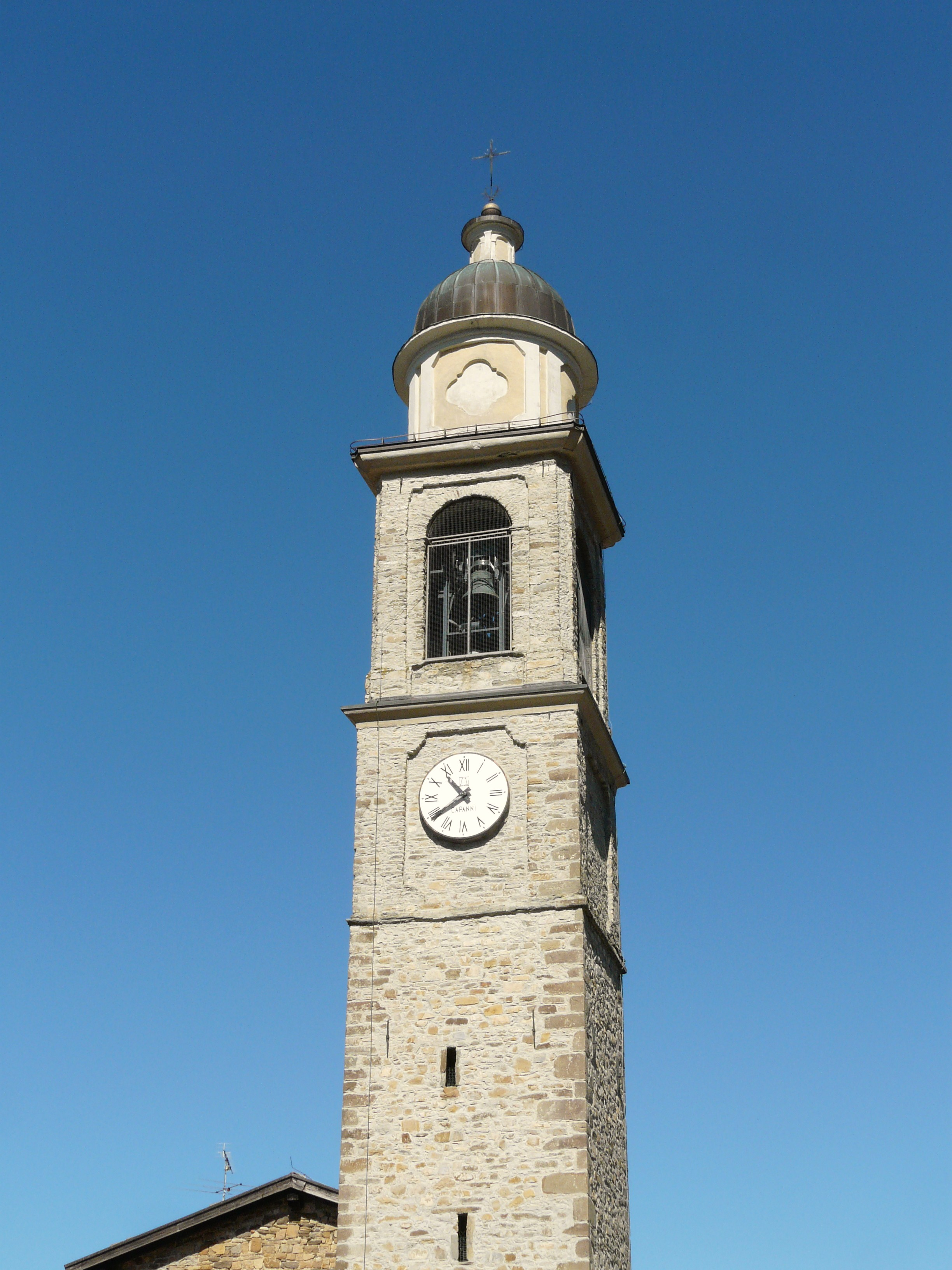
Il campanile

La prima citazione della pieve di Fabbrica Curone è da ricercare in una bolla di papa Adriano IV del 1175. La pieve venne ricostruita tra i secoli XII e XIII. 

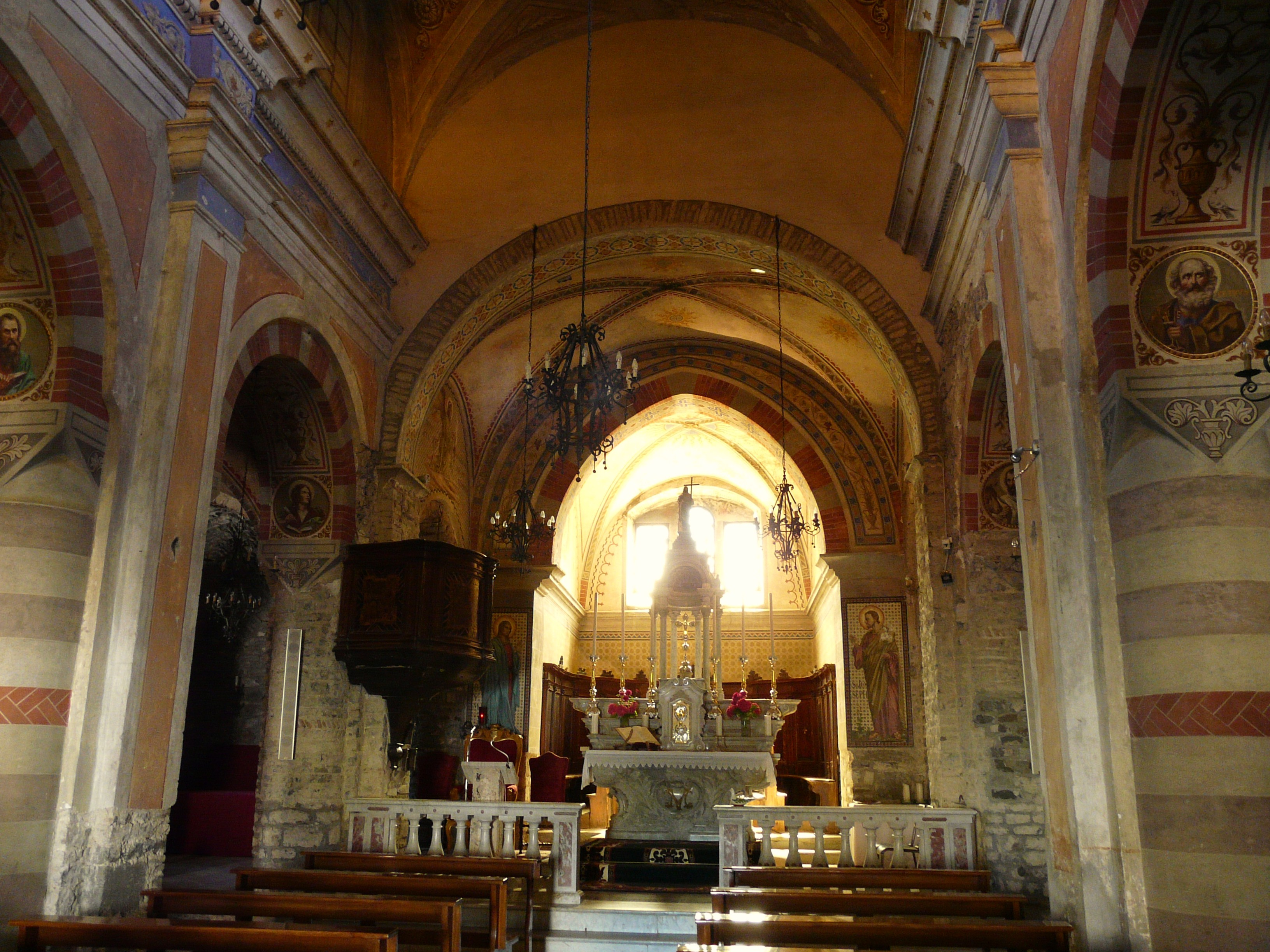
L'interno

Nel 1593 iniziarono i lavori di innalzamento della navata centrale e, nel 1606, fu eretto il campanile. Nel XVII secolo furono edificate le cappelle laterali. Intorno al 1850 fu rifatta la pavimentazione delle navate laterali, mentre nel 1881 venne realizzato il protiro della facciata.
Nel 1970 il campanile subì un restauro e tra il 1999 e gli inizi del XXI secolo la pieve fu interessata da un intervento di consolidamento.

## Descrizione
La facciata della chiesa, interamente in pietra, è a salienti; sopra il portale vi è una lunetta caratterizzata da un bassorilievo raffigurante un leone e un'aquila, simbolo degli evangelisti Marco e Giovanni.

Opere di pregio conservate all'interno della chiesa, che è a tre navate, sono una statua di Santa Maria Assunta, scolpita da Luigi Montecucco nel 1859, la pala d'altare raffigurante San Domenico assieme al parroco don Dall'Occhio ai piedi della Vergine, il battistero, il marmoreo altare maggiore, costruito nel 1912, e la coeva statua di Sant'Antonio Abate